# Nírnaeth Arnoediad
I J.R.R. Tolkiens berättelser om Midgård var (Dagor) Nírnaeth Arnoediad eller De Otaliga Tårarnas Slag det femte slaget i Beleriandkrigen. 

## Det femte slaget som det är berättat iSilmarillion
Efter nästan två decennier efter sin förlust i Dagor Bragollach hade noldor förlorat kontrollen över hela norra Beleriand och var nedsatta att hålla försvarslinjerna i Hithlum, Himring och Nargothrond. Gondolin var stängt och okänt. De stora dåden utfördes av Beren och Lúthien, när de besegrade Sauron och intog hans fästning Tol-in-Gaurhoth och tog silmarillen från Morgoths krona. Även de militära vinsterna av Thingol runt hans rikes gränser gav noldor hopp om att Morgoth fortfarande kunde besegras. År 468 enligt Solens Åldrar i den Första Åldern började Maedhros att bygga upp en allians kapabel att ta kriget till Angband och återta noldors länder.
Under Maedhros union kom alla alver av Beleriand samt Edain, dvärgarna och de nyligen ditkomna östringarna att bli inbjudna för att strida mot Morgoth. Unionen kom först att rensa bort Beleriand och Dorthonion från orcherna och på midsommarafton år 472 samlades de för att anfalla Thangorodrim. På grund av den högfärdiga attityden och orden från Maedhros bröder, Celegorm och Curufin och deras behandling mot Orodreth kom inga stora arméer från Nargothrond eller Doriath att ansluta sig till unionen. 
Maedhros plan var att hans huvudstyrka skulle anfalla och dra ut Angbands arméer och möta deras front och efter det skulle Fingons styrka attackera från Ered Wethrin i väster och därmed anfalla Angbands styrkor från flanken. Under Maedhros ledning i öst samlades Fëanors söner, alverna och människorna av Himring leddes under Maedhros och Maglor, alverna från Amon Ereb leddes under Caranthir samt östringarna från Bór och Ulfang och dvärgarna från Belegost. Under Fingon i öster samlades alverna och människorna av Hithlum, alverna av Falas samt Haleths folk från Brethil och kompanierna som sändes från Nargothrond. 
Andra potentiala allierade av styrka kom inte att ansluta sig till unionen på grund av de onda dåden som två av Maedhros bröder, Celegorm och Curufin, utfört. Nargothrond kom endast att sända ett litet kompani med människor under Gwindor på grund av deras delaktighet i Finrod Felagunds död, konung av Nargothrond. Från Doriath hade Thingol svurit att aldrig hjälpa Fëanors söner sedan de hade kidnappat hans dotter Lúthien och svekfullt skadat Beren. Endast Mablung och Beleg, två av Thingols mäktiga kaptener, som inte önskade vara kvar, kom och anslöt sig till den västra armén. Turgon anslöt helt oväntat med tio tusen alver från Gondolin.
Maedhros hade samlat den största styrkan av alver och deras allierade någonsin, men hans misstag i ledning och diplomati kombinerat med alla de onda dåd som hans bröder utfört gjorde att den ensamt största styrkan av alver i Beleriand uteblev, nämligen konung Thingols armé från Doriath, som var ungefär 30 000-45 000 alver stor. Celegorm och Curufins dåd gjorde även att unionen miste ytterligare 15 000-20 000 alver från Nargothronds armé. Ingen tvekade om att Morgoth inte varit lat och när alla svärd kom att behövas var förlusten av ungefär 45 000 till 65 000 soldater ett försvårande för Maedhros plan.
Morgoth hade fått reda på stridsplanerna genom sina spioner och agenter Uldor, son av Ulfang, som kom att visas vara en förrädare, vilket försenade Maedhros och förhindrade tändandet av signaltornet i Dorthonion. För att ytterligare hindra Maedhros planer började grupper av orcher att avancera från Angband och anfalla Fingons styrka i väst. När Fingons armé stannade i position kom orchernas kaptener att ta fram sin fånge, Gelmir, Gwindors broder och brutalt dräpa honom inför alla alvers ögon. På grund av ilska kom Gwindor och hans kompani att avancera vilket gjorde att även de flesta av Fingons trupper gjorde det. Ilskan i deras attack gjorde att de överrumplade orcharmén och drev den tillbaka till Thangorodrim och nästan grusade Morgoths planer.
Det är sagt att Morgoth darrade när Gwindors kompani bankade på hans portar. De gick igenom och dräpte vakterna vid Angbands trappor. Men då kom de att bli omringade av enorma styrkor och dräpta eller tillfångatagna. Från gömda portar runt Angband kom deras huvudstyrka fram. Den bestod av tusentals orcher. De drev tillbaka Fingons armé från murarna. Alvernas armé blev tillbakatvingade under en stor slakt. Många människor från Brethil dödades, inklusive deras hövding, Haldir.
Turgon, som hade hållit sin armé i bakgrunden från det onödiga anfallet, kom nu och mötte orchernas arméer. Turgons front tog sig igenom Angbands linjer och mötte Fingons styrkor, tillsammans med Húrin, och Fingons armé återsamlades.
Till slut kom Maedhros och huvudstyrkan upp, men innan han kunde komma till Fingon och Turgon kom de sista tjänarna av Glaurung Draken och Gothmog, kapten av Angband och balrogernas herre att möta honom och splittra hans styrka. Alverna hade fortfarande chansen att vinna, men Uldor den fördömde vände sig emot sina egna och anföll Maedhros bakifrån och flera av hans sort kom ner från bergen och anföll. De östra styrkorna var splittrade och tack vare dvärgarna från Belegost och deras tapperhet lyckades de fly, då deras styrkor höll tillbaka Glaurung och gjorde att Fëanors söner kunde fly till Amon Ereb. 
Azaghâl, konung av Belegost hade sin armé kämpandes med häftiga järnmasker på sig, och de var lättare för dem att stå emot drakens eld än vad det var för människorna och alverna. Men då störtade Glaurung ner mot Azaghâl och trampade honom under hans fötter, men Azaghâl knivhögg Glaurung i magen, vilket fick draken att fly. Med honom flydde många av djuren från Morgoths styrka. I en högtidlig ceremoni tog dvärgarna upp deras fallne ledare; de lämnade sedan slagfältet medan de sjöng en sorgesång och marscherade med hans kropp hem igen. Deras vrede var så stor att ingen vågade göra någonting.
De västra styrkorna var omringade av många orcher under Gothmog. Balrogen bröt sig igenom Fingons linjer och dödade Fingons väktare. Gothmog kämpade sedan i en mäktig duell mot Fingon innan en annan balrog slog Fingon med hans piska bakifrån och dräpte honom.
Mitt uppe i en förlust av slaget försökte Húrin och Huor att övertala Turgon att retirera till Gondolin. Vid detta möte förutsade Huor till Turgon att från båda deras hus skall en stjärna resa sig och bli hoppet för människorna och alverna, detta är en klar referens till Eärendil. Huor, Húrin och de kvarstående människorna av Dor-lómin skapade en levande mur över Serechkärret och köpte tid åt Turgon att fly med de flesta av de överlevande alverna åt norr. Húrins människor blev alla dräpta. Huor föll när hans öga träffades av en giftpil och hans broder Húrin blev tillfångatagen och fastspänd under ett berg av dräpta orcher och troll, efter att han dräpt mer än sjuttio av Morgoths styrkor.
Morgoths seger var fulländad, då han hade krossat alla krigare av Hithlum och splittrat Fëanors söner bortifrån Himring. Morgoths orcher kom snart att förstöra hela Beleriand utom Doriath, Nargothrond och Gondolin samt plundra Himring och hamnarna i Falas.
Morgoth svek östringarna som tjänat honom och fångade in och dödade dem i Hithlum och nekade dem de fruktbara länderna i Beleriand. Dock kände Morgoth rädsla för Turgon, nu högkonung av noldor efter Fingons död, eftersom han hade överlevt, och hans stad, Gondolin var fortfarande hemlig. Och trots en krossande seger hade hans styrkor lidit enorma förluster och det kom att dröja väldigt länge innan han kunde mästra sådana styrkor igen.

## Slagets styrkor
Angbands styrkor
- Förtruppen: 80 000-100 000. En till två orcherarméer med 40 000 till 50 000 orcher - dessa sändes att provocera Fingon till en onödig attack från Hithlum i väst.
- Huvudstyrkan: 150 000 till 300 000. Huvudstyrkan med tre till sex orcherarméer med 40 000 till 50 000 orcher. Sändes att krossa Fingon efter att han jagat förtrupperna.
- Reserver: 100 000 orcher med många hjälptrupper. Två till fyra orcherarméer; samt balroger, troll, drakar, vargar och vargryttare. Även en del människor i unionen som bytt sida.
- Förluster: 200 000+

Styrkorna i unionen
- Västra vingen - Fingons armé = 42 500 till 56 000
  - Noldor av Hithlum: 15 000 till 20 000 alver
  - Människorna från Dor-lómin: 12 000 till 15 000 människor från Hadors Hus
  - Sindar från Mithrim: 1000 till 3000 alver
  - Falas: 3000 till 5000 under Círdan
  - Nargothrond: 500 till 1000 alver
  - Folket från Brethil: 1000 till 2000 från Haleths folk
  - Gondolin: 10 000 alver
- Östra vingen - Maedhros armé = 42 500(32 000) till 56 000(45 000)
  - Fëanors söner: 12 000 till 15 000 alver
  - Människorna av Bór: 8 000 till 10 000 människor
  - Människorna av Ulfang: 10 000 till 15 000 svartmuskiga människor
  - Grönalverna: 2 500 till 5 000
  - Dvärgarna: 10 000 till 15 000
- Förluster: 65 000+